# Naomi (système d'arcade)
Pour les articles homonymes, voir Naomi.
Naomi est un système de jeu vidéo d'arcade développé par Sega, sorti en 1998 comme successeur du système Sega Model 3.

Logo du système Naomi

Logo du Naomi GD-ROM

## Description

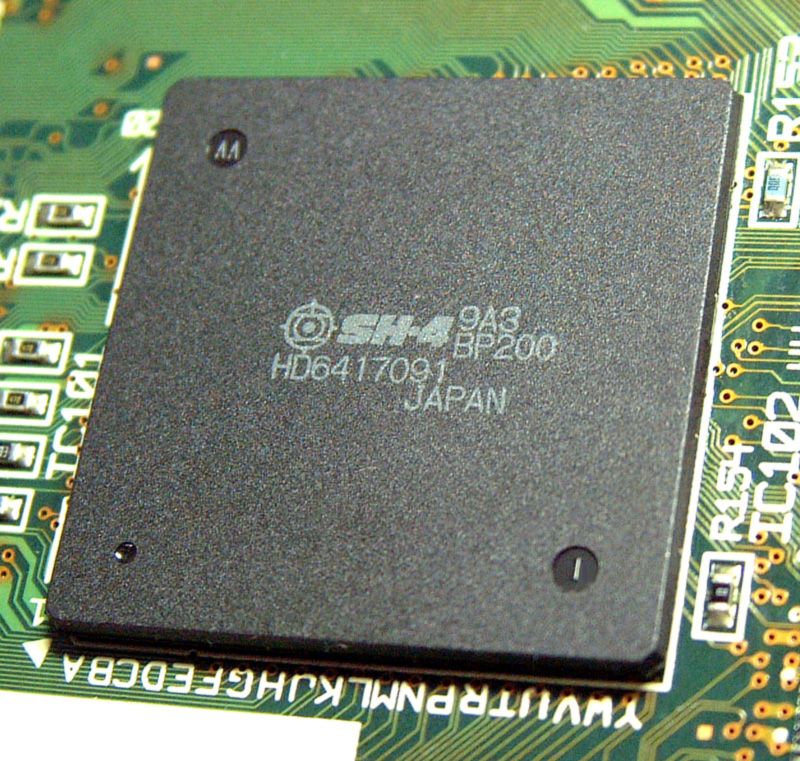
Le Hitachi SH-4

Acronyme de New Arcade Operation Machine Idea (littéralement « nouvelle idée de machine d'arcade »), Naomi se traduit aussi par « beauté » en japonais.
La carte mère Naomi est insérée dans un boitier plastique. D'autres systèmes d'arcade ont été protégés de manière similaire par le passé, mais pour SEGA c'est une évolution : les Model 1, 2 et 3 étaient aussi dans un boitier, mais tout en métal. Les premières Naomi utilisaient d'ailleurs ce type de boitier.
Le système Naomi dispose d'une architecture très proche de celle de la console Dreamcast : un microprocesseur Hitachi SH-4 à 200 MHz, un processeur graphique PowerVR Series 2 GPU (PVR2DC) et un processeur sonore Yamaha AICA ; mais avec plus de mémoire vive et de mémoire vidéo (soit deux fois plus que la Dreamcast). Les jeux sont stockés sur une cartouche ou un GD-ROM,.
Le premier média utilisé fut la cartouche. Le Kit GD-ROM a été commercialisé en tant que mise à niveau de la Naomi, tout comme le Naomi 2, permettant l'utilisation d'un autre média que la cartouche d'origine. Ce système portera l'appellation Naomi GD-ROM.
Un interrupteur permet de changer la fréquence d'affichage de 15 à 31 kHz, afin de permettre aux exploitants d'utiliser le Naomi dans toutes leurs bornes répondant au standard JAMMA (un convertisseur jamma-jvs est alors nécessaire), qui sont équipés d'écrans 15 kHz (ou 15/24 kHz).
Le système Naomi est sorti sous l'appellation Naomi Multi System (également appelé Naomi Multiboard), permettant de brancher quatre systèmes Naomi ensembles, un esclave pour chaque écran et un maitre, ces jeux se jouent sur trois écrans en même temps. En élargissant le champ de vision du joueur, une meilleure immersion dans le jeu est ainsi recherchée. En théorie, il est possible de brancher jusqu'à 16 cartes mères Naomi en parallèle afin d'augmenter la puissance d'affichage. Dans la pratique, seuls F355 Challenge, F355 2: International Course Edition, Airline Pilots et Sega Strike Fighter exploitent cette fonctionnalité. Un système Naomi simple est incapable de faire fonctionner un de ces jeux à vitesse optimale,.
Le système Naomi a également été conçu pour fonctionner en réseau et proposer des jeux multi-joueurs. Deux modes de fonctionnement existent. Le premier, permet de relier des bornes d'arcade classique entre elle devant lesquelles un joueur pourra prendre place, afin de jouer à Spawn: In the Demon's Hand ou SEGA Tetris par exemple. Une carte de communication est alors insérée entre la Naomi et la cartouche de jeu, tandis que des câbles de fibre optique relient les Naomis entre elles. Un deuxième mode de fonctionnement, qui sera repris sur Naomi 2, Triforce et Chihiro, consiste à la mise en place d'une architecture de type client serveur. Une ou plusieurs Naomis sont alors utilisés en tant que serveur de jeux et pour l'affichage d'un écran, tandis que chaque poste de jeu, où les joueurs prennent place, sont équipés d'une Naomi reliés via un concentrateur au serveur. Plusieurs jeux comme Derby Owners Club ou MJ (le premier jeu de la série), ont été développés dans ce sens, on parle alors de Naomi Satellite Terminal.
Alors que la Dreamcast connut un destin malheureux, le système Naomi fut un succès pour Sega, les jeux sortis entre 1998 et 2003 étant souvent considérés comme les meilleurs durant cette période. Parmi les meilleurs jeux Naomi, on peut citer The House of the Dead 2, Virtua Tennis 1 et 2, Dead or Alive 2, Samba de Amigo, Crazy Taxi ou encore Zero Gunner 2.
Sega retentera l'expérience avec la Naomi 2 en 2001.

## Spécifications techniques

### Processeur central

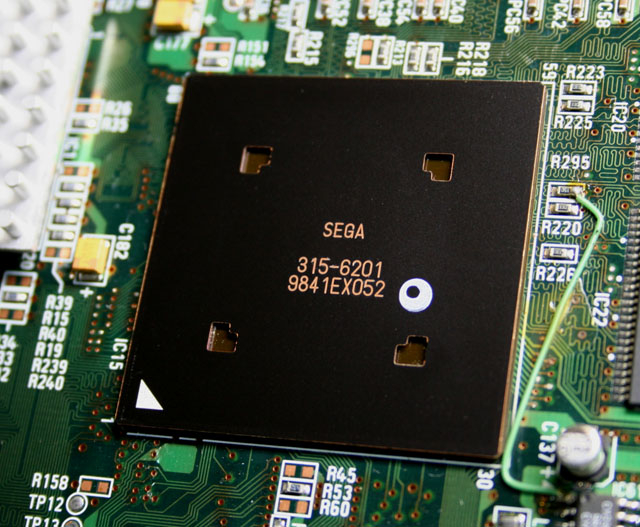
Le PowerVR

- Hitachi SH-4 (128 bits) RISC 360 MIPS / 1.4 GFLOPS cadencé à 200 MHz

### Vidéo
- Processeur PowerVR 2 à 100 MHz fabriqué par Nec (Nec CLX2)
  - Texture mapping
  - Trilinear filtering
  - Micro texturing
  - Specular reflection
  - Gouraud shading
  - Flat shading
  - Anti-aliasing
  - Alpha blending
- Résolution et couleurs
  - 24/32 bits
  - 16 millions de couleurs
  - 3 millions de polygones

### Audio
- Processeur ARM7 Yamaha XG AICA RISC 32 bits cadencé à 25 MHz
  - Taux d'échantillonnage à 96 kHz
  - Son numérique stéréo jusqu'à 64 canaux

### Mémoire vive (RAM)
- Ram : 32 Mo[1],[2]
- Ram vidéo : 16 Mo[1],[2]
- Ram audio : 8 Mo[1],[2]

### Médias
- Cartouche (PCB de ROMs)
- GD-ROM
- CompactFlash[8]

Bien que le support GD-ROM soit commun avec la Dreamcast, la structure des données présente dans la zone de haute densité des disques Naomi n'a absolument rien à voir avec celle de la Dreamcast. En effet, sur Dreamcast, les données sont stockées au format ISO 9660 ou équivalent, alors que sur Naomi, les données sont agrégées et cryptées dans un binaire. Il est alors nécessaire d'avoir la puce de sécurité (security chip) installée dans le système Naomi pour lancer le jeu, à défaut un message d'erreur est affiché lors du lancement de celui-ci.

### Compatibilité des bios
Comme de nombreux systèmes, le BIOS du Naomi a connu plusieurs révisions, en plus de connaitre plusieurs versions mise en place pour le zonage. Ainsi on trouve trois zones : USA, Japon et Export.
Ce zonage n'est pas à négliger, car certains jeux ne fonctionnent qu'avec le bios d'une région. Les différentes révisions ont un impact encore plus important. Les premières versions ne permettaient pas l'utilisation du lecteur de GD-ROM et/ou le support du link (permettant de jouer à un même jeu sur plusieurs bornes équipées à chaque fois d'un système Naomi et du jeu).